# Basquete Clube de Barcelos
O Basquete Clube de Barcelos, mais conhecido como BC Barcelos ou simplesmente Barcelos, é um clube português de Basquetebol sediado na cidade de Barcelos. É mais conhecido pela sua equipa de Basquetebol, que joga atualmente na I Divisão de Basquetebol, a 3º competição mais importante do basquetebol português.
Fundado a 8 de setembro de 1995, é um dos clube mais representativos da região do Minho. Os principais rivais estão na região minhota e são o SC Braga e o Vitória SC.  As alcunhas da equipa são "barcelenses", "galos". Os seus jogos de basquetebol em casa são realizados no Pavilhão da Escola Secundária de Barcelos, requalificado em 2014, tem capacidade para 200 espetadores.
O BC Barcelos tem um 1 título conquistado, a I Divisão de Basquetebol de 2007-08.

## História

### 1995
- 8 Setembro - Fundação do Basquete Clube de Barcelos

### 2008
- Equipa Sénior Masculina conquista a I Divisão de Basquetebol 2007-08
  - Primeiro título Sénior Masculino do clube

## Plantel Masculino de 2023-24
Atualizado em 22 de maio de 2023
| N.             | Jogador | Posição |
| -------------- | ------- | ------- |
|                |         |         |
| Equipa Técnica |         |         |
|                |         |         |

Renovações:
Contratações:
Saídas:

## Histórico do Basquetebol Masculino
Atualizado em 30 de agosto de 2022

### Títulos
| Nacionais  | Nacionais    | Nacionais | Nacionais |
| Competição | Competição   | Títulos   | Épocas    |
| ---------- | ------------ | --------- | --------- |
|            | CN I Divisão | 1         | 2007/08   |
| Total      | Total        | 1         | 1         |

### Presenças
| Nacionais  | Nacionais                      | Nacionais | Nacionais        | Nacionais       |
| Competição | Competição                     | Presenças | Melhor resultado | Época           |
| ---------- | ------------------------------ | --------- | ---------------- | --------------- |
|            | Liga Portuguesa de Basquetebol | 6         | MF               | 2014-15         |
|            | Taça de Portugal               | 15        | Finalista        | 2014-15         |
|            | Proliga                        | 1         | Finalista        | 2010-11         |
|            | Taça Hugo dos Santos           | 2         | MF               | 2013-14 2014-15 |
|            | Supertaça                      | 1         | Finalista        | 2015            |
|            | CN I Divisão                   | 8         | Campeão          | 2007-08         |
|            | CN II Divisão                  | 1         | II Fase          | 2019-20         |

| Estatísticas da Competição | Estatísticas da Competição     | Estatísticas da Competição | Estatísticas da Competição | Estatísticas da Competição | Estatísticas da Competição | Estatísticas da Competição | Estatísticas da Competição | Estatísticas da Competição |
| Competição                 | Competição                     | Temporadas                 | Partidas                   | Vitórias                   | Derrotas                   | Pontos Marcados            | Pontos sofridos            | Última temporada           |
| -------------------------- | ------------------------------ | -------------------------- | -------------------------- | -------------------------- | -------------------------- | -------------------------- | -------------------------- | -------------------------- |
|                            | Liga Portuguesa de Basquetebol | 6                          | 145                        | 58                         | 87                         | 10447                      | 10974                      | 2015-16                    |
|                            | Taça de Portugal               | 15                         | 30                         | 15                         | 15                         | 2104                       | 2009                       | 2022-23                    |
|                            | Proliga                        | 1                          | 36                         | 26                         | 10                         | 2592                       | 2433                       | 2010-11                    |
|                            | Taça Hugo dos Santos           | 2                          | 2                          | 0                          | 2                          | 116                        | 143                        | 2014-15                    |
|                            | Supertaça                      | 1                          | 1                          | 0                          | 1                          | 42                         | 79                         | 2015                       |
|                            | I Divisão                      | 8                          | 117                        | 45                         | 72                         | 7644                       | 8274                       | 2022-23                    |
|                            | II Divisão                     | 1                          | 19                         | 18                         | 1                          | 1605                       | 985                        | 2019-20                    |

### Classificações por época (2018-Atual)
| Época   | Nível | Competições   | Competições                                  | Competições                             |
| Época   | Nível | Divisão       | Classificação                                | Taça de Portugal                        |
| ------- | ----- | ------------- | -------------------------------------------- | --------------------------------------- |
| 2018–19 | 3     | CN I Divisão  | 13º (I Fase Zona Norte)                      | 2E                                      |
| 2019–20 | 4     | CN II Divisão | Cancelado devido à Pandemia de Covid-19      | Cancelado devido à Pandemia de Covid-19 |
| 2020–21 | 3     | CN I Divisão  | 4º (I Fase Zona Norte)                       | RQ3                                     |
| 2021–22 | 3     | CN I Divisão  | 3º (I Fase Zona Norte) 5º (II Fase GP Norte) | RQ2                                     |
| 2022–23 | 3     | CN I Divisão  | 3º (I Fase Zona Norte) 7º (II Fase GP Norte) | RQ1                                     |
| 2023–24 | 3     | CN I Divisão  |                                              |                                         |

- Cancelado devido à Pandemia de Covid-19

- Legenda das cores na pirâmide do Basquetebol Português

     1º nível (1ª Divisão / LPB)
     2º nível (2ª Divisão / Proliga)
     3º nível (3ª Divisão / I Divisão)
     4º nível (4ª Divisão / II Divisão)

## Histórico do Basquetebol Feminino
Atualizado em 22 de maio de 2023

### Títulos
| Nacionais  | Nacionais     | Nacionais | Nacionais |
| Competição | Competição    | Títulos   | Épocas    |
| ---------- | ------------- | --------- | --------- |
|            | CN I Divisão  | 1         | 2022-23   |
|            | CN II Divisão | 1         | 2020-21   |
| Total      | Total         | 2         | 2         |

### Presenças
| Nacionais  | Nacionais        | Nacionais | Nacionais        | Nacionais |
| Competição | Competição       | Presenças | Melhor resultado | Época     |
| ---------- | ---------------- | --------- | ---------------- | --------- |
|            | Taça de Portugal | 5         | Finalista        | 2017-18   |
|            | CN I Divisão     | 2         | Campeã           | 2022-23   |
|            | CN II Divisão    | 3         | Campeã           | 2020-21   |

| Estatísticas por competição | Estatísticas por competição | Estatísticas por competição | Estatísticas por competição | Estatísticas por competição | Estatísticas por competição | Estatísticas por competição | Estatísticas por competição | Estatísticas por competição |
| Competição                  | Competição                  | Temporadas                  | \|Partidas                  | Vitórias                    | Derrotas                    | Pontos marcados             | Ponos sofridos              | Última temporada            |
| --------------------------- | --------------------------- | --------------------------- | --------------------------- | --------------------------- | --------------------------- | --------------------------- | --------------------------- | --------------------------- |
|                             | Taça de Portugal            | 5                           | 10                          | 5                           | 5                           | 615                         | 581                         | 2017-18                     |
|                             | CN I Divisão                | 2                           | 50                          | 34                          | 16                          | 3485                        | 3083                        | 2022-23                     |
|                             | CN II Divisão               | 3                           | 58                          | 44                          | 14                          | 3756                        | 2672                        | 2020-21                     |

### Classificações por época (2018-Atual)
| Época   | Nível | Competições   | Competições                                                       | Competições                             |
| Época   | Nível | Divisão       | Classificação                                                     | Taça de Portugal                        |
| ------- | ----- | ------------- | ----------------------------------------------------------------- | --------------------------------------- |
| 2018–19 | 3     | CN II Divisão | 3º (I Fase Zona Norte A) 4º (II Gase Norte)                       | 1E                                      |
| 2019–20 | 3     | CN II Divisão | Cancelada devido à Pandemia de Covid-19                           | Cancelada devido à Pandemia de Covid-19 |
| 2020–21 | 3     | CN II Divisão | 1º (I Fase Zona Norte) 1º (Final4 Norte) Campeãs (Final Nacional) | R2                                      |
| 2021–22 | 2     | CN I Divisão  | 6º (I Fase Zona Norte) 1º (II Fase Manutenção Norte)              | R2                                      |
| 2022–23 | 2     | CN I Divisão  | 1º (I Fase Zona Norte) Campeãs (II Fase Zona Promoção)            | OF                                      |
| 2023–24 | 1     | LPBF          |                                                                   |                                         |

- Legenda das cores na pirâmide do Basquetebol Português

     1º nível (1ª Divisão / LPBF)
     2º nível (2ª Divisão / I Divisão)
     3º nível (3ª Divisão / II Divisão)

## Histórico do Basquetebol de Formação
Atualizado em 30 de agosto de 2022

### Títulos
| Regionais         | Regionais  | Regionais | Regionais |
| Competição        | Competição | Títulos   | Época     |
| ----------------- | ---------- | --------- | --------- |
|                   |            |           |           |
| Total (Regionais) |            |           |           |

### Classificações por época

#### Sub-23 (2022-atual)
| Época   | Nível | Competições   | Competições              | Competições            |
| Época   | Nível | Divisão       | Classificação            | Taça Nacional Seniores |
| ------- | ----- | ------------- | ------------------------ | ---------------------- |
| 2022–23 | 4     | CN II Divisão | 6º (I Fase Zona Norte A) | 4º (Zona Norte A)      |
| 2023–24 | 4     | CN II Divisão | (I Fase Zona Norte A)    | (Zona Norte A)         |

- Legenda das cores na pirâmide do Basquetebol Português

     1º nível (1ª Divisão / LPB)
     2º nível (2ª Divisão / Proliga)
     3º nível (3ª Divisão / I Divisão)
     4º nível (4ª Divisão / II Divisão)

## Equipamentos
Atualizado em 30 de agosto de 2022